# Eothenomys luojishanensis
Eothenomys luojishanensis — вид ссавців-гризунів родини хом'якових (Cricetidae). Він є ендемічним для гір Луоджі, в китайській провінції Сичуань, де він живе на висотах понад 3000 м н.р.м. Він має голову й тулуб ≈ 110 мм і хвіст ≈ 55 см. Природне середовище існування — хвойники.